# اره‌گودا
اره‌گودا (به لاتین: Eregoda) یک منطقهٔ مسکونی در سری‌لانکا است که در استان مرکزی (سری‌لانکا) واقع شده‌است.